# Wiesbadener Straße 31 (Bremthal)

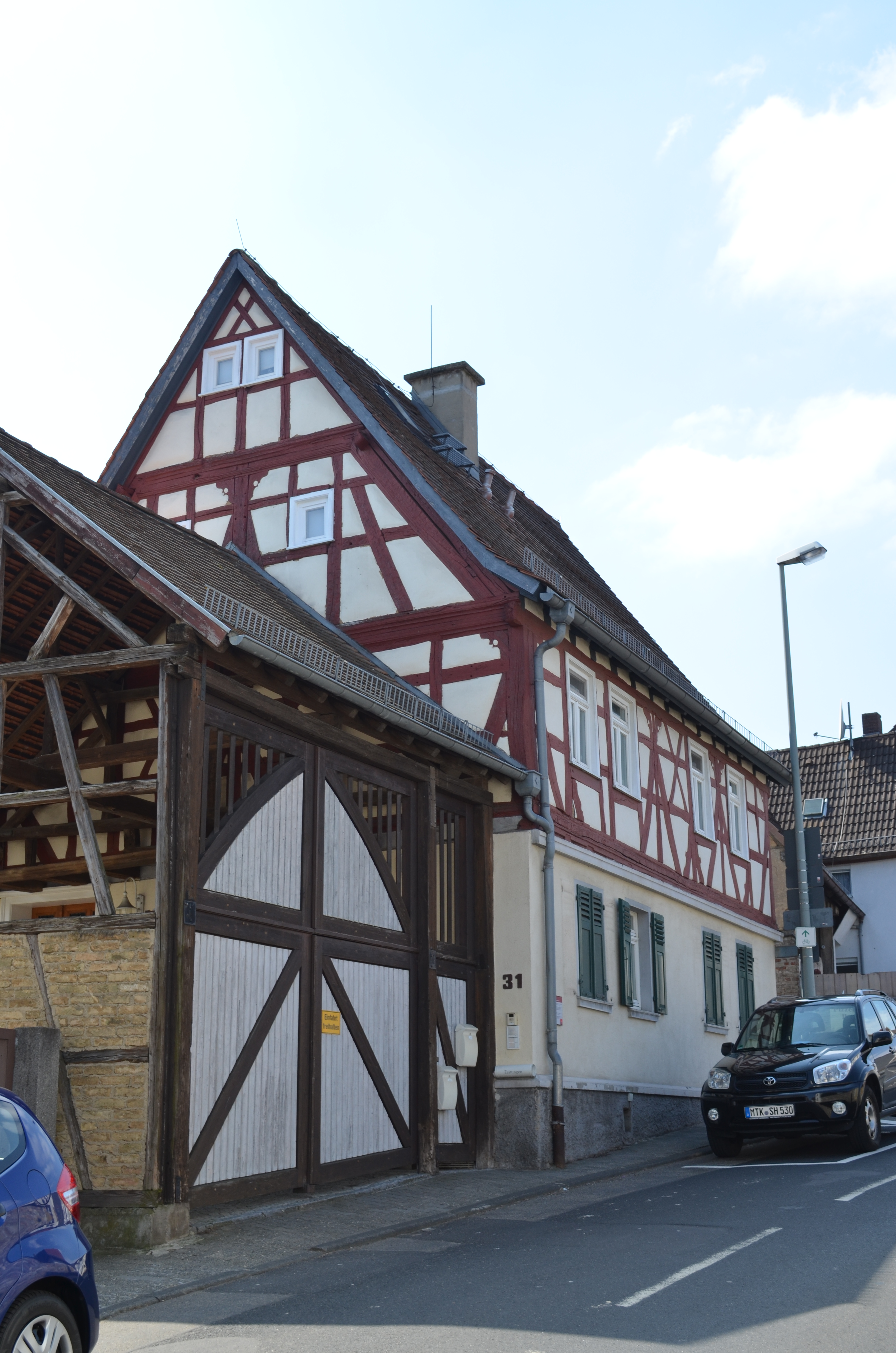
Wiesbadener Straße 31, Haupthaus, 2013

Die Hofreite Wiesbadener Straße 31 in Bremthal steht als Kulturdenkmal unter Denkmalschutz.
Der Hakenhof besteht aus einem zweigeschossigen, traufständigen Wohnhaus und einer rückwärtige Scheune.
Das Wohnhaus aus der Zeit um 1700 ist im Erdgeschoss massiv erneuert. Obergeschoss und Giebel weisen reiches Sichtfachwerk aus der zweiten Hälfte des 17. Jahrhunderts mit profilierter Schwelle und Rähm aus rotem Eichenholz auf. Auffällig sind die regelmäßigen Mannfiguren mit geschnitzten Kopfwinkelhölzern und die Verstrebungen in den oberen Gefachen mit großen Andreaskreuzen. Im 19. Jahrhundert wurde an das Wohnhaus ein Torgebäude angebaut.
Die Scheune besteht aus kräftigem Eichenfachwerk. Die Inschrift am Sturzbalken des Tores erlaubt die Datierung:

„Diese Scheuer hat erbaut Georg Malchy und seine Frau Maria Katharina anno 1718.“

Der Hof ist ein Beispiel der typischen Bebauung des ehemaligen Straßendorfes und steht aus geschichtlichen und künstlerischen Gründen unter Denkmalschutz.